# Північно-Західний виборчий округ Ісландії
Північно-Західний виборчий округ Ісландії (ісл. Norðvesturkjördæmi; англ. Northwest Constituency) — один з шести виборчих округів Ісландії. Найбільшим містом округу є Акурейрі.

## Склад виборчого округу
Виборчий округ включає в себе 3 регіони і 27 муніципалітетів.
- Регіони: Нордурланд-Вестра, Вестфірдір та Вестурланд
- Муніципалітети: Акрахреппур (Akrahreppur), Акранес, Árneshreppur, Bæjarhreppur, Blönduós, Болунгарвік (Bolungarvík), Боргарбігд, Dalabyggð, Eyja- og Miklaholtshreppur, Grundarfjörður, Хельгафеллссвейт (Helgafellssveit), Húnaþing vestra, Húnavatnshreppur, Hvalfjarðarsveit, Ísafjarðarbær, Калдрананешреппур (Kaldrananeshreppur), Reykhólahreppur, Skagabyggð, Skagafjörður, Skagaströnd, Скоррадалшреппур (Skorradalshreppur), Snæfellsbær, Strandabyggð, Stykkishólmur, Súðavík, Tálknafjarðarhreppur, Vesturbyggð.

### Міста
До виборчого округу входять 12 населених пунктів зі статусом міста.
- Акранес
- Ісафіордюр
- Сейдаркрокюр
- Борґарнес
- Stykkishólmur
- Оулафсвік
- Blönduós
- Bolungarvík
- Grundarfjörður
- Patreksfjörður
- Hvammstangi
- Skagaströnd